# Tropidion tymauna
Tropidion tymauna är en skalbaggsart som beskrevs av Martins och Maria Helena M. Galileo 2007. Tropidion tymauna ingår i släktet Tropidion och familjen långhorningar. Inga underarter finns listade i Catalogue of Life.